# Säkularjahr
Ein Säkularjahr ist das Jahr, das ein Jahrhundert abschließt. Seine Jahreszahl ist durch 100 ohne Rest teilbar. Beispiele sind die Jahre 1900, 2000, 2100.
Im Gregorianischen Kalender sind nach der Schaltregel Metemptose (durch Anwendung der Sonnengleichung) Säkularjahre keine Schaltjahre, es sei denn, die Jahreszahl ist ohne Rest durch 400 teilbar. Deshalb waren die Jahre 1700, 1800 und 1900 keine Schaltjahre, aber das Jahr 2000 war ein Schaltjahr.
Gegenüber dem Julianischen Kalender wird im Gregorianischen Kalender die Osterrechnung korrigiert. Die dafür nötige Mondgleichung wird auch nur in Säkularjahren – im Rhythmus von siebenmal 300 und einmal 400 Jahren – angewendet. Dieser Prozess begann im Jahre 1800 und wird im Jahre 2100 fortgesetzt. Weiter geht es 2400, 2700, 3000, 3300, 3600, 3900. Danach erfolgt erstmals der vierhundertjährige Abstand, so dass es erst im Jahr 4300 mit der nächsten Mondgleichung weitergeht.